# Eva Bendien

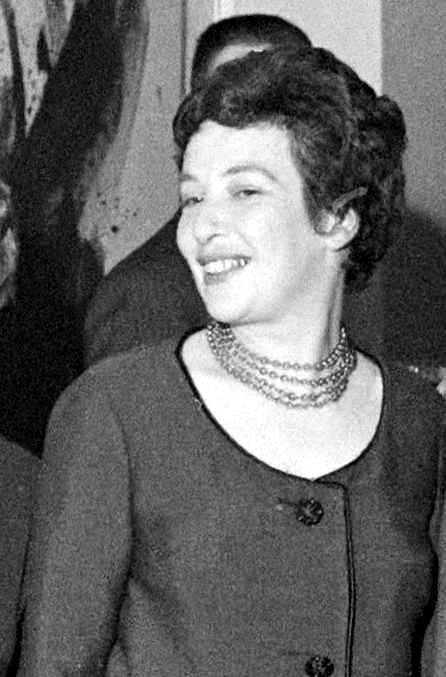
Eva Bendien (1960)

Eva Bendien (* 8. Januar 1921 in Arnhem; † 8. März 2000 in Amsterdam) war eine niederländische Kunsthändlerin, Galeristin und Gründerin der ersten Galerie für zeitgenössische Kunst in den Niederlanden.

## Leben
Eva Bendien war die Tochter des Englischlehrers Carel Herman Bendien (ca. 1878–1971) und von Johanna Maria Bendien (1887–1972). Ihre Eltern waren Idealisten und hingen sozialistischen Ideen an. Sie wurde zwar in eine jüdische Familie geboren, aber ihre Eltern praktizierten den jüdischen Glauben nicht, zudem war ihr Vater im Alter von 35 Jahren zum Christentum konvertiert und sehr religiös. Sie wuchs mit den beiden jüngeren Brüdern Jacob „Jaap“ (1922–1944) und Hans in Arnhem in einem kulturell anregenden Umfeld auf. Ihr Vater las als Literaturliebhaber viel mit seinen Kindern. Eva Bendien machte zudem oft Besuche bei ihren Onkeln mütterlicherseits, dem Maler und Fotografen Paul Citroen und dem Zeichner und Maler Jacob Bendien (1899–1933). Bendien lebte mit dem Ehepaar Harrenstein-Schräder, das viele Verbindungen zur Welt der modernen Kunst hatte, in einem von Gerrit Rietveld gestalteten Haus in Amsterdam. Eva Bendien war von dem Haus, seiner Ausstattung und Inneneinrichtung fasziniert. Außerdem unternahm sie Ausstellungs- und Museumsbesuche. Da sie sich am christlichen Lyzeum in Arnhem nicht wohlfühlte, wurde Eva Bendien von ihren Eltern für zwei Jahre in die Reformschule Werkplaats Kindergemeenschap des Reformpädagogen Kees Boeke in Bilthoven bei Utrecht geschickt. Danach besuchte sie das Amsterdamer Montessori-Lyzeum, das sie 1939 mit dem „MMS-Diplom“ abschloss. Sie erhielt nie eine formale Ausbildung in Kunst oder Kunstgeschichte, arbeitete aber, vermittelt durch ihren Onkel Paul Citroen, nach Abschluss ihrer Schulausbildung ein Jahr lang als Assistentin des Direktors der Koninklijke Academie van Beeldende Kunsten in Den Haag. Sie durfte an seinen Kunstgeschichtskursen teilnehmen und half bei der Vorbereitung seines Unterrichts.
Während des Zweiten Weltkrieges und der Zeit unter deutscher Besatzung trug Eva Bendien keinen Judenstern und in ihrem Pass war kein „J“ für ihre Zugehörigkeit zum Judentum eingestempelt. In den ersten Kriegsjahren konnte sie sich noch relativ frei bewegen, versuchte aber, sich unauffällig zu verhalten, und lebte an verschiedenen Adressen im ganzen Land. In Bergen war sie als Gesellschafterin einer Pfarrerswitwe tätig, erhielt „eine Art Privatunterricht“ in Kunstgeschichte bei dem Kunstkritiker Kaspar Niehaus, den sie dort kennengelernt hatte, und verbrachte viel Zeit mit dem Bildhauer John Rädecker. In Amsterdam arbeitete sie mehrere Monate bei der Kunsthandlung Van Pampus in Amsterdam und 1942 für ein halbes Jahr bei Johannes Henricus de Bois (J. H. de Bois) in Haarlem. Unter anderem hielt sie sich auch in Sneek, Boekelo und Bornebroek auf. Gegen Ende des Krieges versteckte sie sich, ebenso wie ihre Eltern, in den Wäldern bei Nunspeet im Het Verscholen Dorp, das Unterschlupf für Untergetauchte bot. Ihr Bruder Jacob starb Ende Juni 1944 in Mitteleuropa.

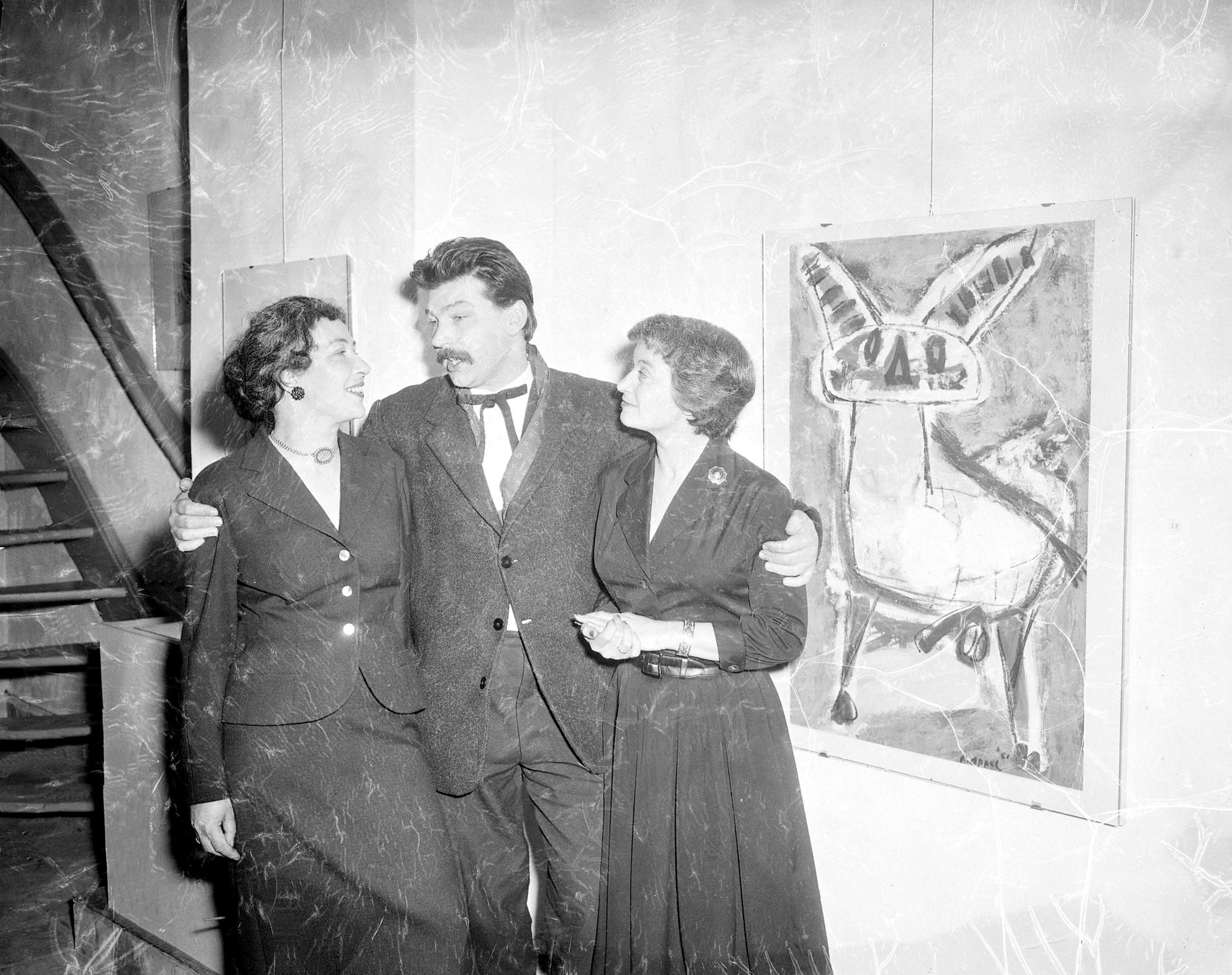
Eva Bendien, Karel Appel, Polly Chapon, April 1957

Nach der Befreiung der Niederlande im Mai 1945 wohnte sie in einem Haus an der Amsterdamer Prinsengracht, fand eine Aushilfsstelle im Rijksmuseum Amsterdam und unternahm erste Schritte, selbst mit Kunst zu handeln. So versuchte sie etwa, Käufer für Grafiken zu finden, die Paul Citroen ihr anvertraut hatte. 1946 konnte sie mit der finanziellen Unterstützung ihrer Eltern ihren Traum einer Reise nach Paris umsetzen. Sie verbrachte sechs Monate dort, arbeitete sich systematisch durch die Galerien und Museen und versuchte, alles zu sehen, was es an Kunst zu sehen gab, und die Pariser Kunstwelt kennenzulernen. Zurück in den Niederlanden heiratete sie um 1946/47 den Künstler Johannes „Jan“ Christiaan Peeters (1912–1992), der zur Künstlergruppe De Realisten gehörte. Das Paar bekam einen Sohn, aber die Ehe wurde 1951/52 geschieden. Nach der Scheidung zog Eva Bendien mit ihrem Kind nach Heemstede und begann bei der Amsterdamer Kunsthandlung M. L. de Boer in der Keizersgracht zu arbeiten, wurde jedoch wegen ihrer Fehlzeiten, in denen sie sich um ihr Kind kümmern musste, entlassen. Sie bezog dann Arbeitslosengeld und plante zusammen mit Polly Chapon-Meure, die sie in Amsterdam kennengelernt hatte, eine Galerie für zeitgenössische Kunst. Im November 1956 eröffneten sie gemeinsam ihre Galerie Espace im Klein Heiligland 36 in Haarlem. 1960 verlegten sie den Sitz der Galerie in die Keizersgracht 548 in Amsterdam, das für Vertreter der nationalen, aber auch internationalen Kunstwelt, wie Museumsdirektoren, Händler und Sammler, besser erreichbar war. Ab 1963/64 führte Eva Bendien die Galerie alleine, nachdem Polly Chapon-Meure nach Brüssel gegangen war, um ihre eigene Galerie Contour zu eröffnen.
1965 übernahm der ehemalige Medizinstudent Rutger Frederik Jan Noordhoek Hegt (1933–2007) als neuer Partner die Verwaltung der Galerie. Er begleitete Eva Bendien auch bei ihren Atelierbesuchen und Reisen zu internationalen Kunstveranstaltungen wie der Biennale di Venezia oder der Documenta in Kassel. Aus dieser geschäftlichen Partnerschaft entwickelte sich eine Beziehung, sie heirateten und verbrachten ihre Freizeit oft in ihrem Landhaus im „Land van Maas en Waal“, einer Region in der niederländischen Provinz Gelderland zwischen den Flüssen Maas und Waal.
Eva Bendien starb im März 2000 in Amsterdam und wurde auf dem Nieuwe Oosterbegraafplaats in Amsterdam beigesetzt.

## Wirken als Galeristin in der Galerie Espace
Die Galerie war eine der ersten Galerien für zeitgenössische Kunst in den Niederlanden und war als solche von großer Bedeutung. Sie befand sich im Atelier des Malers Jules Chapon, Ehemann von Polly Chapon-Meure, im Klein Heiligland 36 in Haarlem. Die Eröffnungsausstellung 1956/57 zeigte Werke von Theo Wolvecamp, Wessel Couzijn, Serge Vandercam und Emilio Scanavino sowie von Karel Appel und Corneille, die zusammen mit anderen CoBrA-Künstlern in den kommenden Jahren zu den Kernausstellern des Espace zählten. Karel Appel und Corneille waren Eva Bendien aus ihrer Zeit bei der Amsterdamer Kunsthandlung M. L. de Boer bekannt, die die beiden Künstler seinerzeit nicht ausstellen wollte. Auch Künstler wie Anton Heyboer, Lucebert und Hugo Claus stellten dort aus. Ab den 1960er Jahren vertrat Eva Bendien aus der jüngeren Künstlergeneration unter anderem auch Breyten Breytenbach, Klaas Gubbels, Reinier Lucassen, Shinkichi Tajiri, Pieter Holstein, Sipke Huismans und langjährig Pierre Alechinsky und Roger Raveel. Eva Bendien vertrat bestimmte Kunstrichtungen, die ihr nichts bedeuteten, bewusst nicht, wie geometrisch-abstrakte und surreale Kunst sowie Videokunst.
Nach dem Umzug der Galerie in die Amsterdamer Keizersgracht 548 eröffneten Eva Bendien und Polly Chapon 1960 im ersten Stock des Hauses die erste Ausstellung, die auch das niederländische Debüt des chinesischen Künstlers Walasse Ting war. Im Laufe der Zeit stieg die nationale und bald auch internationale Bekanntheit. So vertraten die beiden Galeristinnen 1963 beim „Salon International des Galeries Pilotes du Monde“ im Musée cantonal des Beaux-Arts de Lausanne zusammen mit der Galerie d’Eendt die Niederlande. Die Ausstellung wurde vom Innenarchitekten und Designer Benno Premsela entworfen, der auch andere Espace-Ausstellungen entwarf. Um 1970 fand eine Ausstellung kleiner handbemalter „Nanas“ von Niki de Saint-Phalle statt.
Ab November 1990 bestand ein zweiter Standort der Galerie in der Kerkstraat 276 in Amsterdam. Dieser wurde von Anneke Oele, ehemalige Kuratorin am Städtischen Museum Arnhem, geleitet. In der Kerkstraat wurden auch große Retrospektivausstellungen gezeigt. Die letzte Ausstellung mit Werken von Mark Brusse wurde am 5. September 1993 eröffnet.
1997 wurde das vierzigjährige Jubiläum der Galerie Espace mit einer Ausstellung in der Galerie und einer Ausstellung „40 Jahre Espace“ in der „Vleeshal“ in Haarlem gefeiert. Zuletzt kamen Ausstellungen von Kunstschaffenden wie Gabriëlle van de Laak, Tjibbe Hooghiemstra und Ronald Noorman dazu. Die Galerie war mittlerweile so renommiert und etabliert, dass Eva Bendien keine neuen Künstler mehr aufnahm, da sie der Überzeugung war, dass es wichtiger sei, sich für die bislang von der Galerie betreuten Künstler einzusetzen und ihre Arbeit und Bekanntheit zu fördern. Nach Eva Bendiens Tod im Jahr 2000 führte Rutger Noordhoek Hegt die Galerie bis zu seinem Tod im Jahr 2007 weiter.
Das Galeriearchiv befindet sich im Besitz des RKD – Nederlands Instituut voor Kunstgeschiedenis. Es enthält unter anderem die von Eva Bendien und Rutger Noordhoek Hegt erstellten Dokumentationsarchive mit Ordnern zu den einzelnen Künstlern, persönliche, haushaltsbezogene und geschäftliche Notizen, Geschäftskorrespondenz, Einladungen, Plakate und persönliche Briefe von Künstlerfreunden.

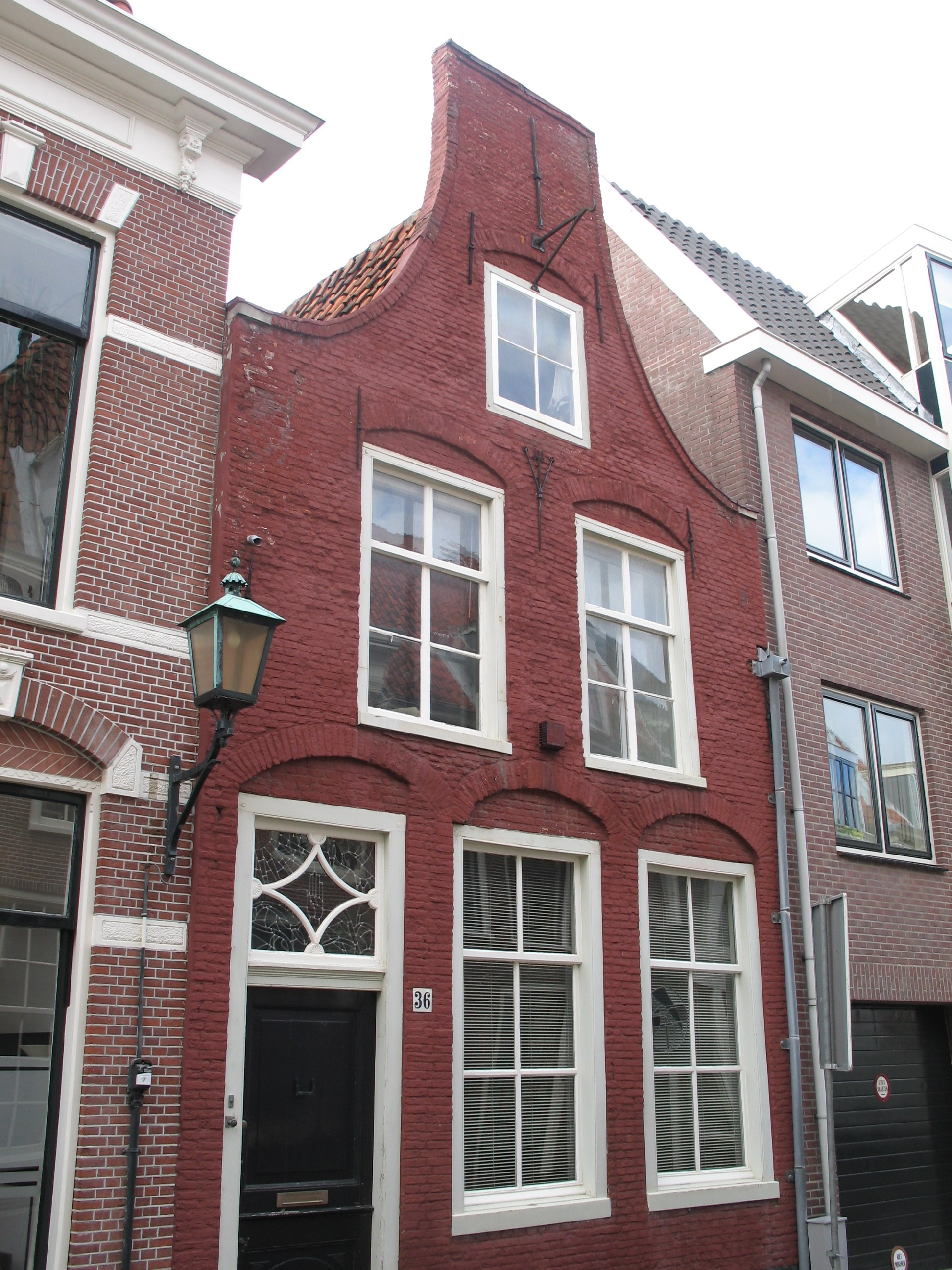
Klein Heiligland 36, Haarlem
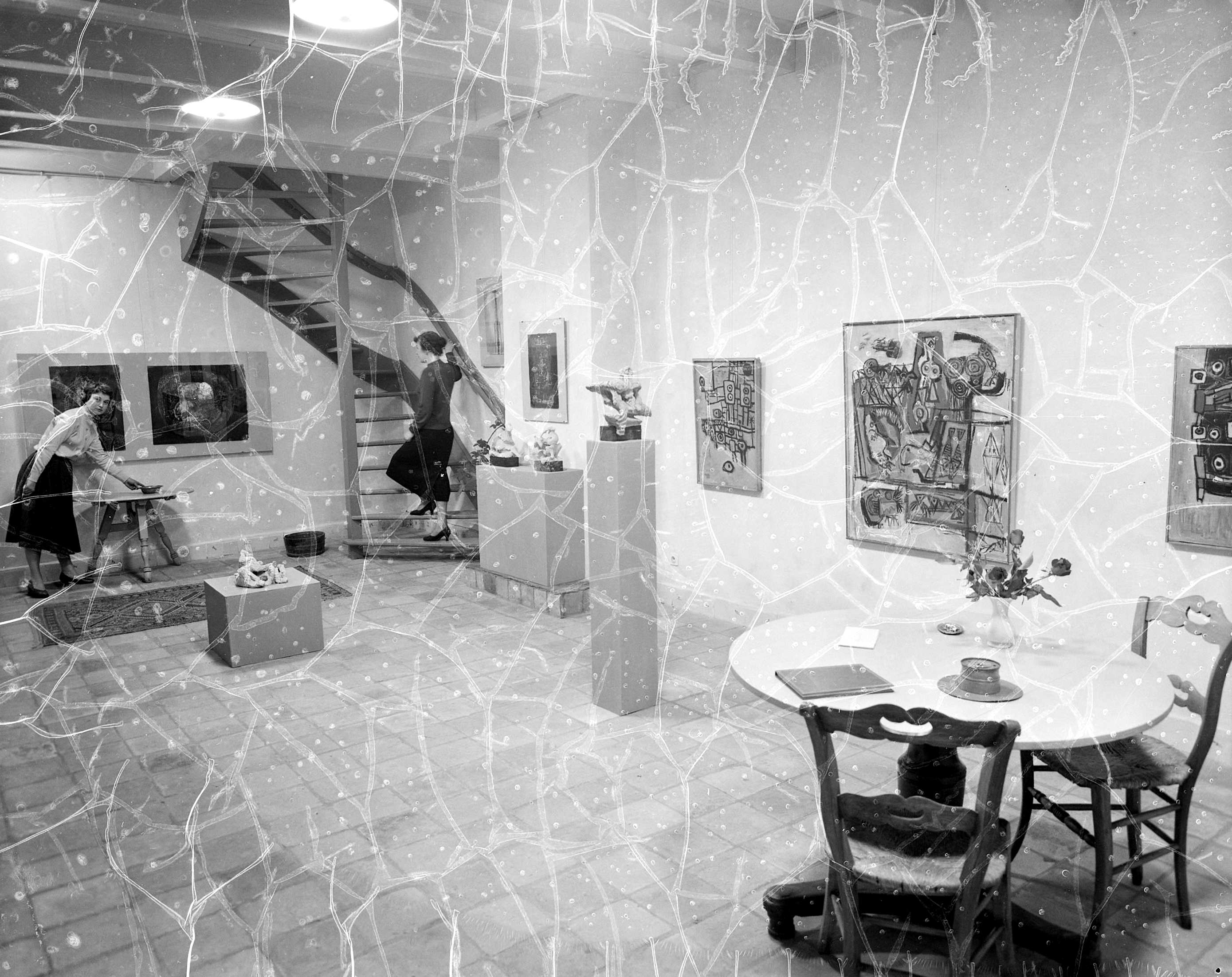
Klein Heiligland 36, Haarlem, 1956
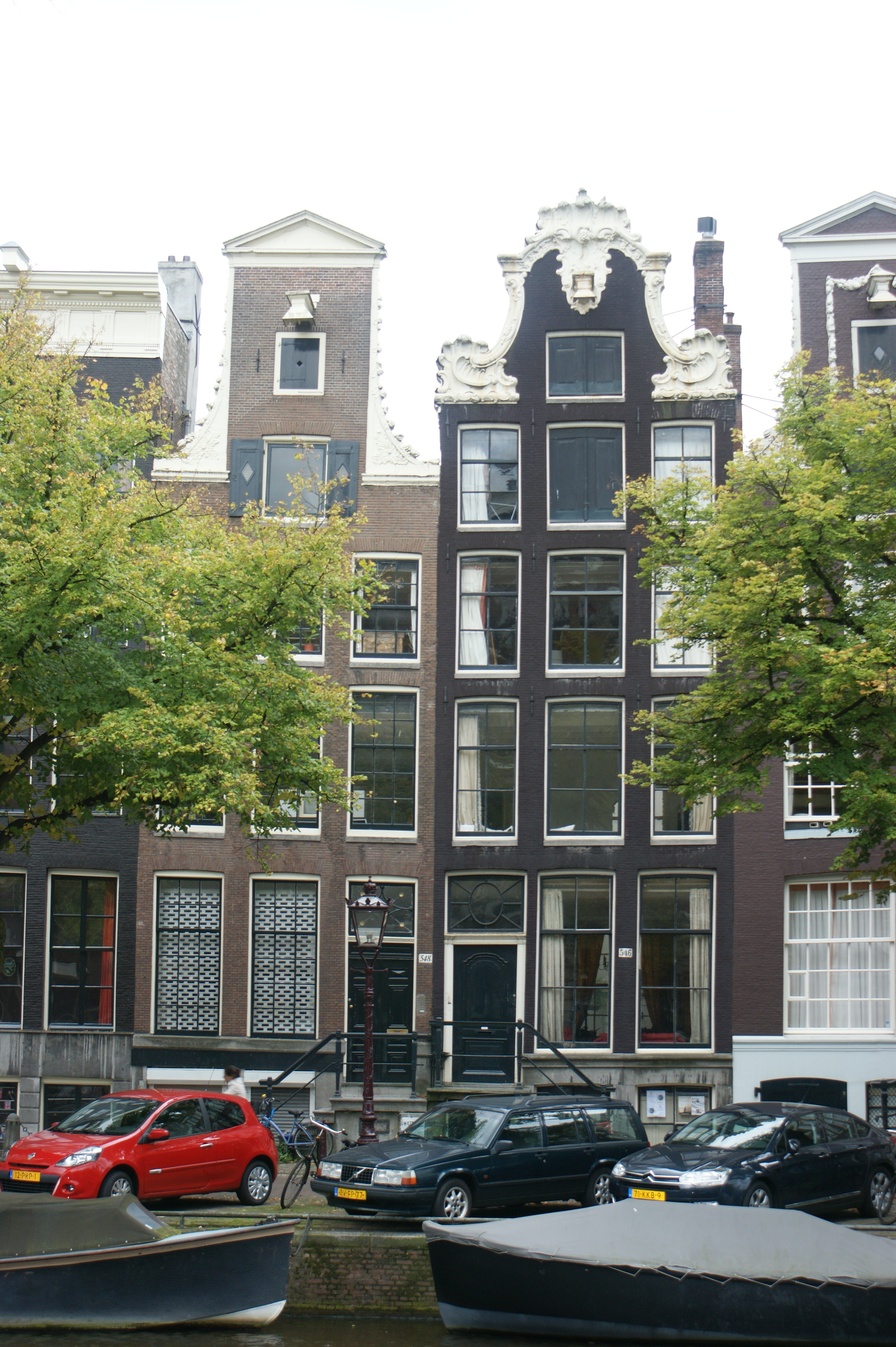
Keizersgracht 548, Amsterdam
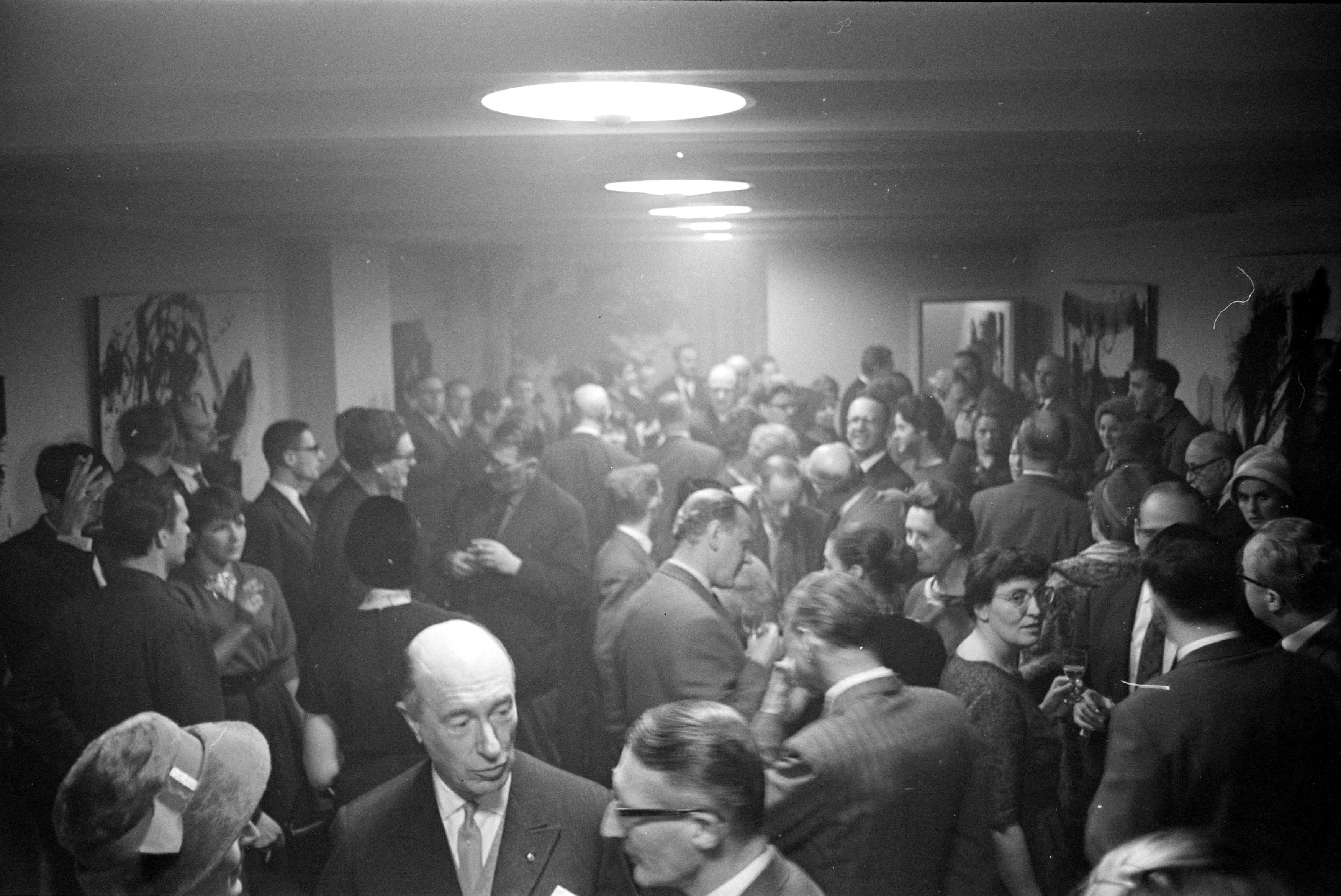
Eröffnung Keizersgracht 548, 1960
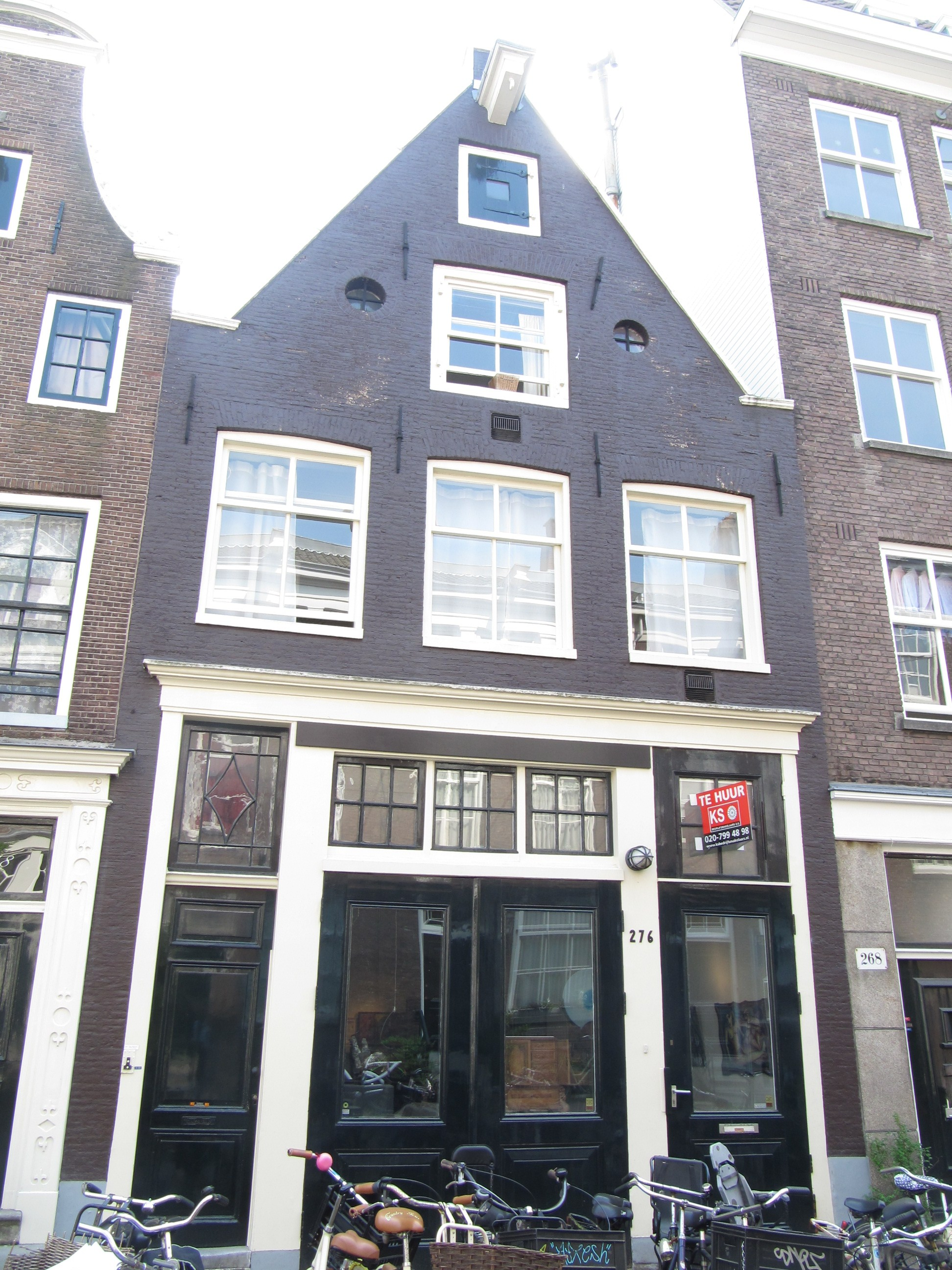
Kerkstraat 276, Amsterdam